# Eduard Rudolf Parrisius
Eduard Rudolf Parrisius (* 21. Februar 1818 in Berlin; † 31. Juli 1905 ebenda ?) war ein deutscher Jurist, liberaler Politiker und Leiter einer Genossenschaftsbank. 

## Leben
Parrisius studierte Rechtswissenschaften und absolvierte die übliche Ausbildung im Justizdienst. Während der Revolution von 1848/49 engagierte er sich in den konstitutionellen Vereinen von Naumburg und war Mitglied der preußischen Nationalversammlung. Im Jahr 1849 wurde er in die zweite Kammer des preußischen Landtages gewählt. Dort gehörte er der Linken an. 
Beruflich war Parrisius zwischen 1850 und 1864 Kreisgerichtsrat in Brandenburg. Zwischen 1862 und 1866 war er Mitglied des preußischen Abgeordnetenhauses. Im Jahr 1864 wurde er aus dem Justizdienst entlassen, und von 1865 bis 1895 leitete Parrisius die 1865 von Hermann Schulze-Delitzsch und anderen gegründete Deutsche Genossenschafts-Bank Sörgel, Parrisius & Co.